# Letov Š-16
O Letov Š-16 foi um bombardeiro biplano monomotor checoslovaco, também usado em missões de reconhecimento, sendo o primeiro avião checoslovaco a possuir uma estrutura completamente metálica. Este modelo tornou-se um dos mais famosos da marca.

## Projeto e desenvolvimento
O projeto e o desenvolvimento do Š-16 foi a culminação de todos os trabalhos de Alois Šmolík até o momento de sua criação. Formas simples davam à esta máquina a sensação de eficiência, confiabilidade e robustez, que em conjunto com excelente características de voo, tornou-se uma ótima aeronave. Uma das grandes vantagens desta aeronave era a capacidade de instalar quase que qualquer tipo dos motores existentes na época, com potências variando entre 450 e 800 hp. As várias opções de motores eram das seguintes fabricantes: Lorraine-Dietrich, Hispano-Suiza, Škoda, Walter, Isotta Fraschini, Breitfeld-Daněk e Prague.
František Novotný trabalhou no projeto original, que posteriormente se desentendeu com o projetista chefe da Letov, Šmolík, e eventualmente foi para a Avia, onde projetou o famoso Avia B-534 e o acrobático Avia B-122. O desenvolvimento do Š-16 iniciou em 1925 e em um sábado, 30 de outubro de 1926, a aeronave realizou seu primeiro voo no aeroporto de Letňany. A aeronave inicialmente seria usada para reconhecimento - em potência total, tinha uma autonomia de 5 horas e meia. Em dezembro do mesmo ano, o protótipo Š-16.1 com o motor Lorraine-Dietrich participou no Show Aéreo de Paris, onde atraiu a atenção de militares da Lituânia e outros países. No verão de 1927, em um protótipo da aeronave, o piloto Ten. Cel. Jaroslav Skála e o mecânico Matěj Taufer efetuaram um voo de longo alcance de Praga a Tóquio, passando pelas seguintes cidades: Moscou, Cazã, Omsk, Krasnoyarsk, Tchita e Hejdjo. A aeronave não concluiu a jornada de retorno devido a constantes problemas com o radiador.

## História

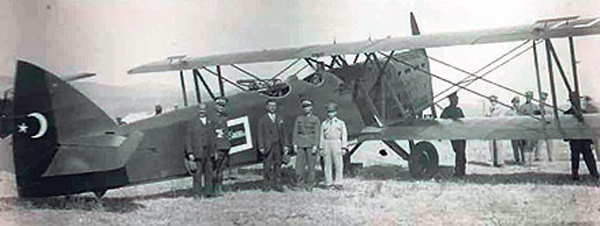
Letov Š-16T da Força Aérea Turca

As primeiras 21 aeronaves eram do modelo Š-16L, equipada com o motor Hispano-Suiza 50 com 450 hp (336 kW), entregues para a Força Aérea da Lituânia no outono de 1927. Em 13 de outubro de 1927, o Š-16L com o piloto Alois Ježek atingiu um recorde mundial de velocidade em um circuito fechado de 500 km com uma carga de 1.000 kg, chegando a 230,9 km/h. Além disso, bateu também outros 5 recordes checoslovacos de velocidade em 100 e 500 km com cargas de 500 e 1.000 kg. 
No período entre novembro de 1927 e março de 1928 foram realizados testes dos protótipos do Š-16.2 e Š-16.1, pelo Ministério Nacional da Defesa da Checoslováquia. Baseado nestes testes, ambos os protótipos foram modificados e em maio foram aceitos pela comissão. Subsequentemente, foi realizado um pedido em 1928 para a produção da aeronave, a ser entregue ao exército. O pedido era de um total de 89 aeronaves em duas versões (bombardeiro CS-16 e versão de reconhecimento W-16), sendo entregues entre 1929 e 1932. Ambas as versões utilizavam o motor em três linhas com doze cilindros Lorraine Dietrich 12Cc, com uma potência de 450 hp (336 kW), fabricado sob licença pela Škodain Mladá Boleslav. Ambas as versões serviram confiavelmente nos regimentos aéreos até a metade da década de 1930. Em 1935, todos os Š-16 foram removidos das unidades de linha de frente por estarem obsoletos. Ainda assim, durante a mobilização em setembro de 1938, ainda haviam 31 Š-16 em linhas secundárias.
Outra variante lançada foi o Š-16R, fabricado em 1930 e um total de oito unidades produzidas, era característico por sua fuselagem mais baixa e superfícies de cauda modificadas.

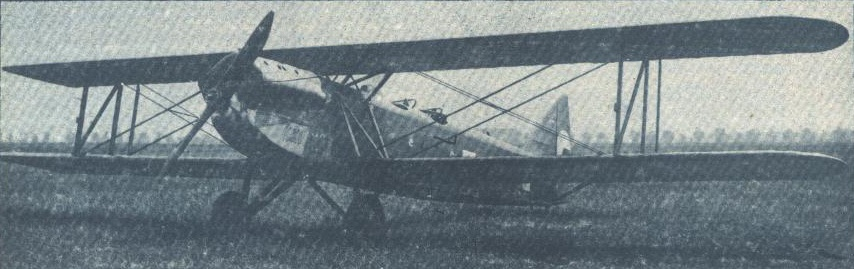
Letov Š-116

O modelo Š-16T foi criado para ser exportado para a Turquia, sendo 12 aeronaves entregues entre 1929 e 1930. Em 1930, três das aeronaves entregues fizeram uma longa jornada ao redor da Turquia, percorrendo 5.000 km sem nenhum acidente. Diferentemente das aeronaves entregues para a Força Aérea Checoslovaca, as aeronaves turcas eram equipadas com motores Hispano-Suiza 50 originários da França, com uma potência de 367 kW (492 hp). De junho de 1928 a maio de 1931, a Letov operou uma aeronave com a matrícula L-BAAP. Esta aeronave também é relatada para este mesmo período para o modelo Š-316.

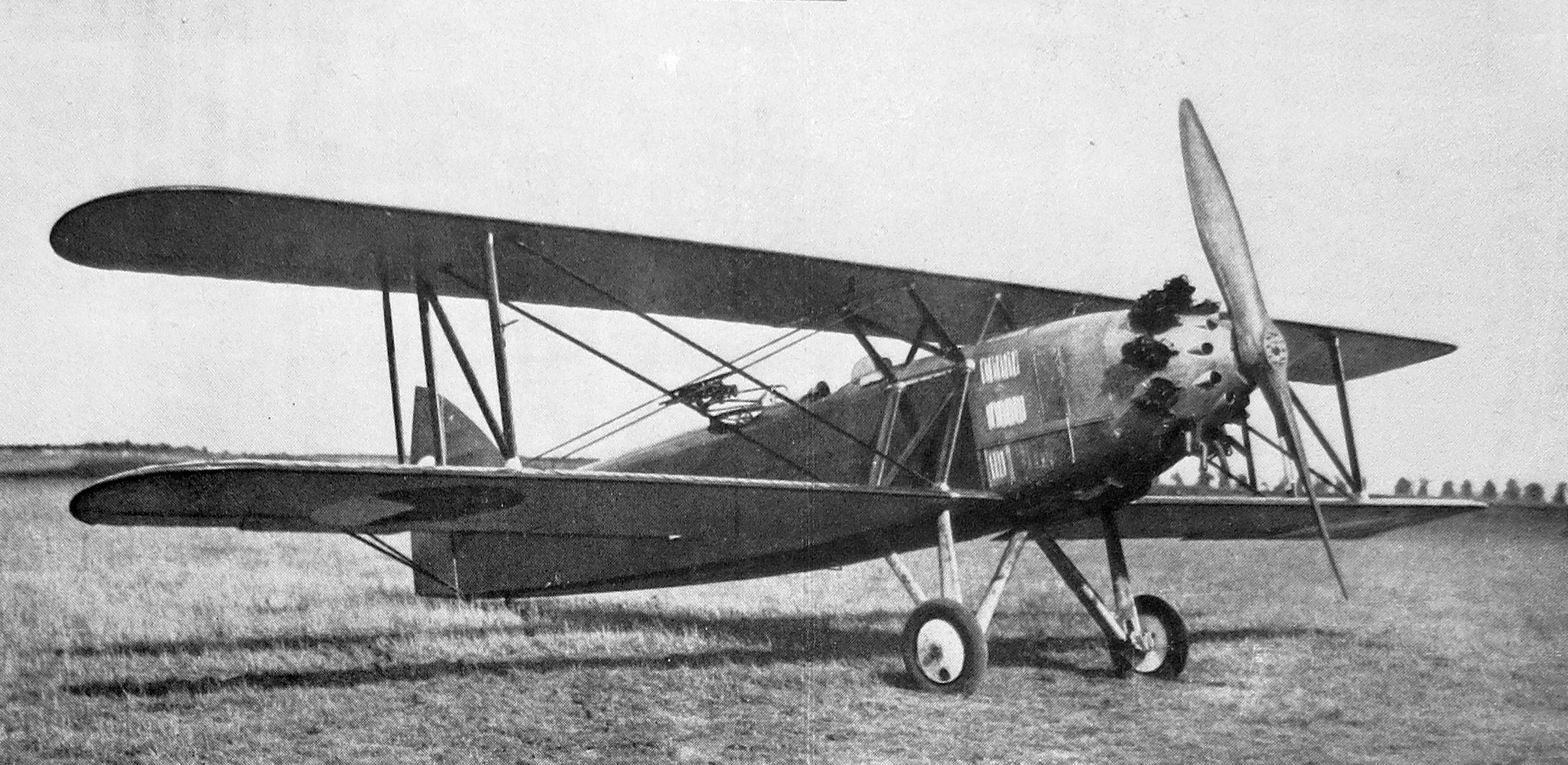
Letov Š-216 com um motor Walter Jupiter de 480/600 HP

Apenas um modelo em versão de hidroavião Š-16J com um motor Hispano-Suiza equipado com uma caixa de redução foi produzido em 1929 para a Iugoslávia, não tendo sucesso na exportação. Os flutuadores produzidos conforme documentações alemãs da Dornier sofriam com vazamentos e corrosão excessiva. Após breves testes na Escola de Treinamento Naval em Divulja, próximo a Split, a aeronave foi retirada de serviço e seu desenvolvimento abandonado.

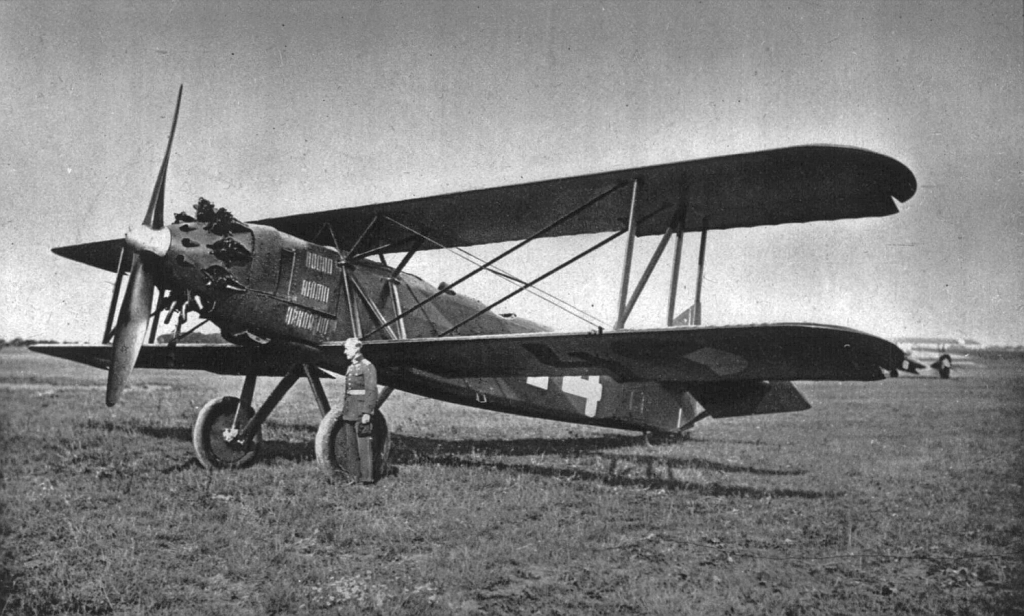
Letov Š-216 com o motor Walter Jupiter VIII-R, piloto Josef Kalla (1928)

Em 27 de julho de 1929, o Piloto Sargento Vojtěch Matěna e o Sargento Bromský atingiram um recorde nacional ao concluir um circuito de 1.000 km (10 x 100 km) com uma carga de 540 kg na versão Š-116.3 (equipado com um motor Škoda L 500 de doze cilindros), a uma velocidade média de 209,74 km/h. Foram produzidas três aeronaves desta versão. Em 1930, o motor foi substituído por um novo Škoda L em três linhas, com uma caixa de redução e uma potência de 367 kW (492 hp). Foram construídas três aeronaves, com a última sendo equipada com slots da Handley Page. Esta última seria utilizada como uma aeronave substituta para o quarto ano de corrida de aeronaves em um pequeno campeonato que incluía também a Polônia. A designação desta versão foi alterada para Letov Š-716.1.
Uma das aeronaves do modelo básico equipada com um motor Walter Jupiter VIII-R com caixa de redução (algumas fontes alegam que era um motor Walter Jupiter VIII com a mesma potência), com uma potência nominal de 353 kW (473 hp), foi denominada Letov Š-216.1. A aeronave excedeu em desempenho todas as versões anteriores do Š-16, tanto em termos de altitude como de velocidade. O motor foi movido para frente, afim de alinhar o centro de gravidade da aeronave. Esta aeronave modificada venceu no segundo ano da corrida em um campeonato com a participação da Polônia em 1928 com a tripulação do Capitão Josef Kalla e o mecânico Matěj Taufer. Na longa rota com 3.112 km, a aeronave manteve uma velocidade média de 201,2 km/h com uma carga 1.000 kg e subiu para 5.000 m em 28,9 minutos. Durante o teste de velocidade máxima em um circuito de 5 km, atingiu uma velocidade de 232,2 km/h. Este modelo alcançava 7.070 m de teto operacional e subia para 5.000 m em apenas 23,5 minutos. Um ano depois, foi testado no Instituto de Pesquisas e Testes da Aviação, onde foi confirmado que a aeronave sofria de vibrações irreversíveis no motor, estancando seu desenvolvimento.

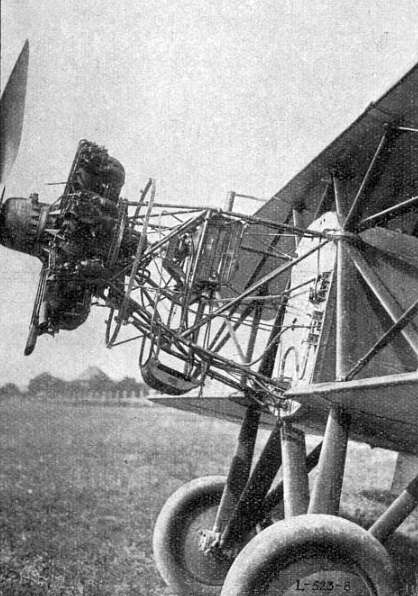
Letov Š-216, berço do motor Jupiter com caixa de redução (1928)

O motor Walter Jupiter foi substituído por um Hispano-Suiza 12Lb refrigerado a água com uma potência de 441 kW (591 hp), sendo a aeronave então redesignada Š-316.3, com os militares tomando seu controle em 4 de junho de 1931. O Exército Checoslovaco voou um total de três destes modelos com os motores originais da França. A reconstrução do Š-316.2 em 1930 foi realizada com um motor Isotta Fraschini Asso produzido sob licença, construído pela Praga com uma potência entre 588 kW (789 hp) e 735 kW (986 hp), criando o Letov Š-516.2.

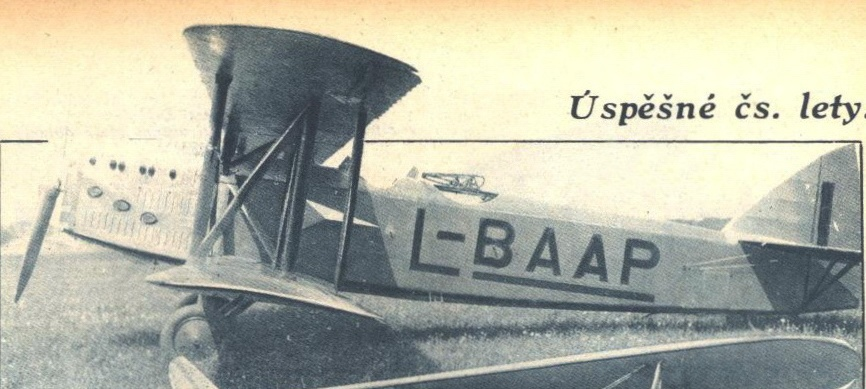
Letov Š-316 (L-BAAP) com o motor Hispano-Suiza 12Lb

Este motor mais forte de todas as modificações do Š-16 também foi instalado no Letov Š-416.1, substituindo o original Breitfeld-Daněk BD-500 com 367 kW (492 hp) de potência, que provou ser insatisfatório. Esta aeronave trouxe uma nova designação, conhecido como Letov Š-516.1. A tripulação desta aeronave, o Major Klepš e o Tenente Frank, ficaram em segundo lugar no quarto ano da corrida aérea em 1930.
Dois protótipos da variante Š-616 foram motorizados com motores franceses Hispano-Suiza 12Nbr, com uma potência de 478 kW (641 hp), seguido por uma série de dez aeronaves com o motor produzido sob licença, Avia Vr-36, com a mesma potência. Uma destas aeronaves voou a partir de 20 de julho de 1931, com a matrícula civil OK-AAQ. A longa lista das "centenas" de variantes continuam com uma única aeronave produzida na versão Š-716, que foi motorizado com um Škoda L e caixa de redução.
Com a designação Letov Š-816, duas aeronaves voaram com motores Praga ESV, de doze cilindros refrigerado a água, com uma potência entre 404 kW (542 hp) e 478 kW (641 hp). O primeiro entrou em serviço no Exército Checoslovaco em março de 1931 e o segundo, com caixa de redução (o motor era o Praga ESVR), na primavera de 1933. Entretanto, estes motores não tinham uma confiabilidade aceitável.

## Descrição
O Letov Š-16 foi o primeiro avião com estrutura completamente de metal (duralumínio e aço) projetada e manufaturada na Checoslováquia. A fuselagem tinha uma estrutura de treliça com quatro tubos de aço longitudinais e uma seção cruzada variável com nove anteparas. A estrutura era reforçada com cabos de aço. As partes inferior e superior eram cobertas com duralumínio o restante com tela. O intradorso e o extradorso da asa eram idênticos. Todas as nervuras tinham a mesma forma. A asa inferior era ligada à fuselagem com pinos no plano central. A asa superior era conectada ao canopy da mesma forma. Era ligada à fuselagem com duas estruturas em formato de "N". As asas eram também conectadas entre si por estruturas em forma de "N" e reforço de cabos de aço.
As superfícies da cauda tinham uma estrutura em duralumínio, similar às asas e cobertas com telas, com seus eixos montados com rolamentos. O chassi do tipo dente reto era dividido com uma bitola de 2.520 mm. Cada perna do trem de pouso tinha mais dois suportes. O berço do motor era conectado à fuselagem com quatro parafusos. O motor utilizado era o Lorraine Dietrich de doze cilindros em três linhas, de projeto francês, que desempenhava 490 hp (365 kW). A hélice padrão era de madeira, produzida pela Letov. O tanque principal de combustível armazenava 465 kg, localizado atrás da parede de fogo do motor. Outros dois tanques com capacidade de 122 kg ficavam em um canopy.

## Variantes
- Š-16L - equipada com o motor Hispano-Suiza 50 com 450 hp (336 kW), 21 aeronaves produzidas
- Š-16R - versão com fuselagem e cauda modificadas, 8 aeronaves produzidas
- Š-16T - variante de exportação para a Turquia, 12 aeronaves produzidas
- Š-16J - hidroavião, 1 produzido
- Š-116.3 - equipada com um motor Škoda L 500 de doze cilindros, posteriormente equipada com um novo motor Škoda L com caixa de redução, 3 aeronaves produzidas
  - Š-716.1 - subvariante do Š-116.3 com slots
- Š-216.1 - equipada com um motor Walter Jupiter VIII-R
- Š-316.3 - equipada com um motor Hispano-Suiza 12Lb, 3 aeronaves produzidas
- Š-416.1 - equipada com um motor Praga
- Š-516.1 - equipada com um motor Praga
- Š-516.2 - equipada com um motor Praga
- Š-616 - dois protótipos equipados com um motor Hispano-Suiza 12Nbr e a produção em série, de dez aeronaves, utilizou o mesmo motor, produzido sob licença denominado Avia Vr-36
- Š-716 - equipada com um motor Škoda L com caixa de redução
- Š-816 - equipada com um motor Praga ESV, 2 aeronaves produzidas

## Operadores
- Checoslováquia
  - Força Aérea Checoslovaca
- Reino da Iugoslávia
  - Real Marinha Iugoslava
- Letônia
  - Força Aérea da Letônia
- Turquia
  - Força Aérea da Turquia